# James Arness
James King Arness (Minneapolis, 26 mei 1923 - Los Angeles, 3 juni 2011), ook wel Jim Arness genoemd, was een Amerikaans acteur. Hij speelde twintig jaar lang de rol van Matt Dillon in de televisieserie Gunsmoke.

## Biografie
Hij was een zoon van de uit Noorwegen afkomstige Rolf E. Aurness en Ruth Duesler Salisbury Aurness. Zijn broer, Peter Graves, was eveneens acteur. James Arness ging naar de West High School en later naar het Beloit College in Wisconsin. Tijdens de Tweede Wereldoorlog diende hij in het Amerikaanse leger en raakte hij gewond aan zijn been tijdens de landing bij Anzio. Hij was twee meter lang en werd als eerste het water ingestuurd om te bekijken hoe diep het was. Naar aanleiding hiervan werd hij onderscheiden met een Bronzen Ster en Purple Heart. Hij onderging enkele beenoperaties en liep voor de rest van zijn leven mank.
Hij werkte als omroeper bij radiozender WLOL in Minneapolis en verhuisde daarna naar Californië, waar hij deel uitmaakte van een theatergroep. Hier werd hij ontdekt door een talentscout. Hij maakte kennis met filmregisseur en -producent Dore Schary en debuteerde in diens film The Farmer's Daughter (1947). Begin jaren vijftig speelde hij vier films met John Wayne: Big Jim McLain, Island in the Sky, Hondo en The Sea Chase. De makers van Gunsmoke hadden Wayne gevraagd voor de rol van U.S. Marshal Matt Dillon, maar hij weigerde en raadde hen Arness aan. Hij speelde deze rol van 1955 tot 1975 en was daarna nog te zien in vier televisiefilms gebaseerd op Gunsmoke. Hij werd voor deze rol driemaal genomineerd voor een Emmy Award.

## Filmografie

### Speelfilms
- The Farmer's Daughter (1947)
- Roses Are Red (1947)
- Battleground (1949)
- Wagon Master (1950)
- Stars in My Crown (1950)
- Sierra (1950)
- Wyoming Mail (1950)
- Two Lost Worlds (1951)
- Double Crossbones (1951)
- Belle Le Grand (1951)
- The Thing from Another World (1951)
- Cavalry Scout (1951)
- Iron Man (1951)

- The People Against O'Hara (1951)
- Carbine Williams (1952)
- The Girl in White (1952)
- Big Jim McLain (1952)
- Hellgate (1952)
- Horizons West (1952)
- The Lone Hand (1953)
- Island in the Sky (1953)
- The Veils of Bagdad (1953)
- Hondo (1954)
- Them! (1954)
- Her Twelve Men (1954)
- Many Rivers to Cross (1955)

- Flame of the Islands (1956)
- The Sea Chase (1955)
- The First Traveling Saleslady (1956)
- Gun the Man Down (1956)
- Alias Jesse James (1959)
- The Macahans (1976, televisiefilm)
- The Alamo: Thirteen Days to Glory (1987, tv)
- Gunsmoke: Return to Dodge (1987, tv)
- Red River (1988, tv)
- Gunsmoke: The Last Apache (1990, tv)
- Gunsmoke: To the Last Man (1992, tv)
- Gunsmoke: The Long Ride (1993, tv)
- Gunsmoke: One Man's Justice (1994, tv)

### Televisieseries
- The Lone Ranger (1950)
- Lux Video Theatre (1954)
- Gunsmoke (1955-1975)
- Front Row Center (1956)
- How the West Was Won (1977-1979)
- McClain's Law (1981-1982)